# Stanisław Kochanowski (polityk)
Stanisław Kochanowski (ur. 11 marca 1951 w Starogardzie Gdańskim, zm. 31 lipca 2016 w Jantarze) – polski polityk i samorządowiec, senator III kadencji.

## Życiorys
Syn Henryka i Hildegardy. Posiadał wykształcenie wyższe prawnicze, był absolwentem Uniwersytetu Gdańskiego. Ukończył także studia z marketingu i zarządzania. W latach 1982–2001 był naczelnikiem, a następnie wójtem gminy Stare Pole. Sprawował mandat senatora III kadencji, wybranego w wyborach uzupełniających w 1994 w województwie elbląskim. W rządzie Leszka Millera pełnił do 2003 funkcję wicewojewody pomorskiego. Po odwołaniu pracował jako główny specjalista w Pomorskiej Specjalnej Strefie Ekonomicznej. W 2006 został wybrany na wójta gminy Sztutowo, w 2010 i w 2014 uzyskiwał reelekcję.
W wyborach parlamentarnych w 2001, 2005 i 2007 bez powodzenia kandydował do Sejmu z listy Polskiego Stronnictwa Ludowego.
Był członkiem Polskiego Stronnictwa Ludowego, wcześniej od lat 70. działał w Zjednoczonym Stronnictwie Ludowym. Odznaczony Srebrnym i Złotym (2000) Krzyżem Zasługi. Został pochowany na cmentarzu parafialnym w Sztutowie.